# Хлебная (река, впадает в Сельдяную губу)
Хле́бная — река в России, протекает по территории Куземского сельского поселения Кемского района Республики Карелии. Длина реки — 37 км, площадь водосборного бассейна — 142 км².
Река берёт начало из Ангозера на высоте 55,1 м над уровнем моря и далее течёт преимущественно в восточном направлении по заболоченной местности.
Река в общей сложности имеет 25 малых притоков суммарной длиной 54 км.
Впадает в Сельдяную губу Белого моря.
В верхнем течении Хлебная пересекает линию железной дороги Санкт-Петербург — Мурманск.
Населённые пункты на реке отсутствуют.
Код объекта в государственном водном реестре — 02020000712102000002155.